# Bacino di Krasnojarsk
Il bacino di Krasnojarsk (in russo Красноярское водохранилище?, Krasnojarskoe vodochranilišče) è un lago artificiale della Russia, situato nella Siberia meridionale. Si trova nel Territorio di Krasnojarsk e nella Chakassia.

## Geografia

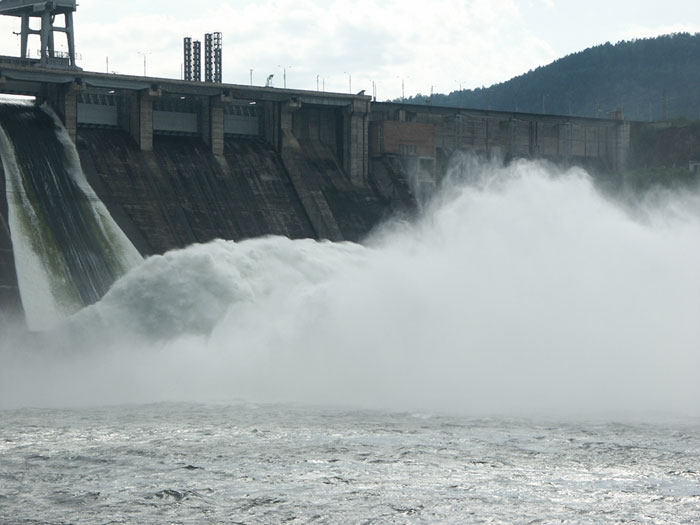
La diga della centrale idroelettrica di Krasnojarsk

Il bacino è formato dal fiume Enisej allorquando incontra lo sbarramento costruito nelle vicinanze della città di Krasnojarsk. Ha una superficie di 2 000 km2 e una profondità media di 37 m, con una massima di 105. Il volume dell'acqua è di 73,3 km³.
Il bacino si trova al centro della depressione di Minusinsk, i suoi 390 km di lunghezza vanno dalla diga posta nei pressi della cittadina di Divnogorsk, a sud-ovest della città di Krasnojarsk, fino alla città di Abakan. Presso la diga si trova la centrale idroelettrica (Красноярская ГЭС). Il riempimento dell'invaso è stato effettuato negli anni 1966-1970.
Numerosi fiumi alimentano il bacino, tra cui: Tuba, Sisim, Syda (sulla riva destra) e Birjusa (sulla riva  sinistra).